# Osmia nasoproducta
Osmia nasoproducta är en biart som beskrevs av Ferton 1909. Osmia nasoproducta ingår i släktet murarbin, och familjen buksamlarbin. Inga underarter finns listade i Catalogue of Life.